# Bielin, Tỉnh West Pomeranian
Bielin [ˈbjɛlin] (tiếng Đức: Biellin) là một ngôi làng thuộc khu hành chính của Gmina Moryń, thuộc quận Gryfino, West Pomeranian Voivodeship, ở phía tây bắc Ba Lan. Nó nằm khoảng 6 kilômét (4 mi) về phía đông nam của Moryń, 47 km (29 mi) phía nam Gryfino và 66 km (41 mi) phía nam thủ đô khu vực Szczecin.
Trước năm 1945, khu vực này là một phần của Đức. Đối với lịch sử của khu vực, xem Lịch sử của Pomerania.